# Sozialkredit-System
Das Sozialkredit-System (SKS, chinesisch 社会信用体系, Pinyin shèhuì xìnyòng tǐxì, englisch Social Credits) ist die Überlegung eines Rating- bzw. „Social Scoring“-Systems der Kommunistischen Partei Chinas in der Volksrepublik China. 
Das System soll darauf abzielen, durch Überwachung und im Internet öffentlich einsehbaren Punktestand zu mehr „Aufrichtigkeit“ im sozialen Verhalten erzogen werden. Innerhalb der chinesischen Bevölkerung wird das Scoring-System als Schutz gegenüber Korruption und betrügerischem Geschäftsgebaren überwiegend positiv wahrgenommen.
Das soziale, wirtschaftliche und politische Verhalten von Privatpersonen, Unternehmen und anderen Organisationen (wie z. B. Nichtregierungsorganisationen) soll der Ermittlung einer „Sozialindex“ dienen. Ein niedriger Punktestand des Index kann zu Einschränkungen im Alltag führen.
Kritiker sehen die Möglichkeit der totalen Kontrolle der Bevölkerung durch die Vergabe von „Punkten“ für wünschenswertes Verhalten, und Abzug von Punkten für negatives Verhalten auf Basis einer weitgehenden Überwachung. 
Die Industrie- und Handelskammer sieht im Sozialkreditsystem ein Instrument, um die Kreditwürdigkeit von Geschäftspartnern beurteilen zu können, und empfiehlt den in China aktiven Unternehmen, regelmäßig die eigenen im Internet abrufbaren Einträge zu prüfen, um drohende persönliche Restriktionen abschätzen zu können. Das Ziel des Systems sei in dieser Hinsicht also vergleichbar mit dem der deutschen Schufa.

## Regierungsvorlage 2014
Die Regierungsvorlage für das chinesische Sozialkredit-System "Planning Outline for the Construction of a Social Credit System (2014–2020)" wurde am 14. Juni 2014 vom Staatsrat beschlossen. Angestrebt wird damit die Steigerung der „Aufrichtigkeit in Regierungsangelegenheiten“ (englisch honesty in government affairs, chinesisch 政务诚信), der „kommerziellen Integrität“ (englisch commercial integrity, chinesisch 商务诚信), der „sozialen Integrität“ (englisch societal integrity, chinesisch 社会诚信) und der „gerichtlichen Glaubwürdigkeit“ (englisch judicial credibility, chinesisch 司法公信).

## Datenquellen
Ausgewertet werden unter anderem staatliche und private Datenbanken auf nationaler und subnationaler Ebene. Es fließen zur Berechnung Daten zur finanziellen Bonität, zum Strafregister und zu weiteren als relevant erfassten Verhaltensweisen ein. Des Weiteren ist anzunehmen, dass Daten der ausgesuchten Partnerunternehmen wie Alibaba Group (chinesisches Äquivalent zu Amazon), Tencent (chinesisches Äquivalent zu Facebook), Baidu (chinesisches Äquivalent zu Google) in die Bewertung einfließen werden. Der Alibaba-Manager Min Wanli bestätigte dem Handelsblatt, dass seine Firma ein eigenes Bonitätssystem aufbaut, das als Vorlage für das staatliche System dienen könnte: „Wir sind überzeugt, dass unser Punktesystem eine gute Hilfe für die Regierung sein kann. Der Staat überlegt sogar, unser Punktesystem zu übernehmen. Falls er das möchte, unterstützen wir gerne“.

## Implementierung
Das System befand sich bis 2020 in der Testphase. Im Pilotprojekt in der Stadt Rongcheng starten Personen mit 1000 Punkten. Je nach Verhalten werden Punkte hinzuaddiert oder abgezogen. Zur Bewertung werden neben der Kreditwürdigkeit, der Zahlungsfähigkeit und dem Strafregister auch „persönliches Verhalten“ (englisch personal behavior and preference) und „persönliche Beziehungen“ (englisch interpersonal relationships) herangezogen.
Seit 2017 sind bereits in mehreren chinesischen Städten derartige Systeme zu Testzwecken aktiv, beispielsweise in der ostchinesischen 1-Million-Einwohner-Stadt Rongcheng. Derzeit laufen in China nach Darstellung der Forscherin Antonia Hmaidi von der Universität Duisburg-Essen mehr als 70 Pilotprojekte, in denen verschiedene Aspekte des Systems getestet werden. Nach Darstellung von Hmaidi ist nicht klar, welche Faktoren letztlich in die Bewertung der Bürger einfließen werden. Zudem stünden die Behörden vor großen technischen Herausforderungen, sagte Hmaidi bei einem Vortrag beim Chaos Communication Congress im Dezember 2018 in Leipzig.

## Auswirkungen
Laut der Deutschen Handelskammer in Peking waren 2019 nur drei von zehn deutschen Unternehmen in China mit dem Sozialkredit-System im Geschäftskontext vertraut. Auch die EU-Handelskammer beklagte im August 2019 eine fehlende Vorbereitung europäischer Firmen auf das neue System.
Im Rahmen des Projekts Vom 'Vorreiter' lernen? Eine multidisziplinäre Analyse des chinesischen Sozialkreditsystems und seiner Auswirkungen auf Deutschland untersucht das Bayerische Forschungsinstitut für Digitale Transformation, welche Chancen und Risiken mit dem System für die deutsche Wirtschaft verbunden sind. Die Analyse von 170 in China ansässigen bayerischen Unternehmen ergab, dass diese Unternehmen überwiegend auf roten (positiven) Listen erfasst sind. Fast neun Prozent der Unternehmen haben einen negativen Systemeintrag in Form einer Verwaltungsstrafe, der zu einem Eintrag auf einer schwarzen (negativen) Liste führen kann. Die positiven Einträge beziehen sich hauptsächlich auf Steuerangelegenheiten, während der überwiegende Teil der negativen Einträge die Missachtung von Vorschriften in den Bereichen Arbeitssicherheit, Gesundheit und Umwelt betrifft.

### Folgen einer negativen Bewertung
Karrieren bei staatlichen und staatsnahen Organisationen können behindert werden. Möglich sind Reisebeschränkungen (keine Zug- oder Flugzeugtickets mehr), die Drosselung der Internetgeschwindigkeit, der Ausschluss von öffentlichen Ausschreibungen und höhere zu zahlende Steuern.
Anfang 2019 wurde bekannt, dass die chinesische Regierung im Jahr 2018 auf Basis von Daten aus dem Projekt Goldener Schild den Kauf von 17,5 Millionen Flugtickets und 5,5 Millionen Zugfahrtscheinen durch Personen verweigert hatte, weil man den Reisenden verschiedene kleinere Verstöße zur Last legte und sie so über zu wenige Sozialpunkte verfügten.

### Folgen einer positiven Bewertung
Chinesische Staatsbürger mit einem positiven Rating bekommen schnelleren Zugang zu Konsumkrediten und werden bei Ausreisebestimmungen bevorzugt, wie z. B. bei der Beantragung eines Visums.

## Kritik
Für den Journalisten Kai Strittmatter ist das System ein Mittel der Machtsicherung. „Chinas Diktatur unterzieht sich gerade einem Update mit den Instrumenten des 21. Jahrhunderts“, schreibt er im Buch Die Neuerfindung der Diktatur – Wie China den digitalen Überwachungsstaat aufbaut und uns damit herausfordert. Die kommunistische Partei glaube, mit Big Data und künstlicher Intelligenz Steuerungsmechanismen schaffen zu können, um die Wirtschaft und das Einparteiensystem zu stärken. „Gleichzeitig möchte sie damit den perfektesten Überwachungsstaat schaffen, den die Welt je gesehen hat“, schreibt Strittmatter.
Der Politikwissenschaftler Sebastian Heilmann kritisiert das System als Ausdruck der technologischen Innovation in China. Die von Peking entwickelten Überwachungstechniken könnten global exportiert werden, schreibt er im Buch Red Swan: How Unorthodox Policy-Making Facilitated China's Rise. Der chinesische „Techno-Autoritarismus“ könnte vor allem in Schwellenländern Nachahmer finden.
Der Handelsblatt-Journalist Stephan Scheuer kritisiert das System als Gefahr für die Technologiefirmen in China. Während der Staat über Jahre den Aufstieg von Internetkonzernen wie Baidu, Alibaba und Tencent gefördert habe, würden die Unternehmen nun dazu gedrängt, dem Staat ein ausgefeiltes Überwachungssystem zu bauen. „Baidu, Alibaba und Tencent sollen ihr Fachwissen einbringen, um eine möglichst effiziente staatliche Überwachung möglich zu machen“, schreibt er im Buch Der Masterplan – Chinas Weg zur Hightech-Weltherrschaft.

„Wer es hingegen wagt, in den sozialen Medien ständig über die Missstände im Land zu schimpfen, bekommt Punkte abgezogen. Wang spricht vom ‚kommunistischen Musterbürger‘, den die chinesische Führung auf diese Weise schaffen wolle. Zugleich bedeute das ‚die totale Kontrolle‘.“